# Souvenir (objet)
Pour les articles homonymes, voir Souvenir.
Un souvenir est un objet évoquant des souvenirs personnels ou des expériences passées pour des personnes, particulièrement des touristes qui le rapportent de leurs voyages (porte-clés, cartes postales), qui le gardent ou l'acquièrent soit pour eux-mêmes (photographies, billets de concert, lettres…), soit pour les offrir en cadeau à des parents ou amis. Certains souvenirs sont acquis pour leur intérêt historique (memorabilia associés à des événements historiques, des personnages célèbres, des œuvres artistiques, etc.), leur lien avec des meurtriers (murderabilia) et peuvent devenir des collectors faisant l'objet de collections (mnémophilie).
Les souvenirs s'achètent souvent dans des boutiques spécialisées que l'on trouve dans les villes aux alentours des monuments touristiques, dans les boutiques des musées, dans les stations touristiques et dans les gares et aéroports, sur des sites web. 
« Les souvenirs relèvent également des objets kitsch, dans la mesure où ils véhiculent une certaine dimension
du rapport de l’objet avec l’être, tout à fait différente des « fonctionnalités traditionnelles ». Les souvenirs collectés sur le terrain sont en général des objets matériels à caractère sériel, manufacturés de façon industrielle standard ».
Le mot « souvenir » est passé avec cette acception dans la plupart des langues européennes. 
Les souvenirs touristiques peuvent être décorés avec le drapeau du pays, le blason de la ville...

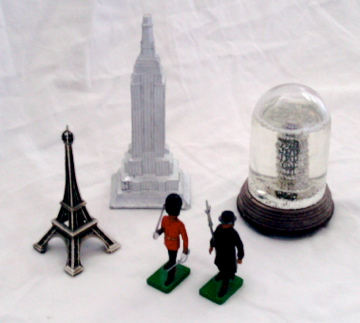
Miniatures de monuments
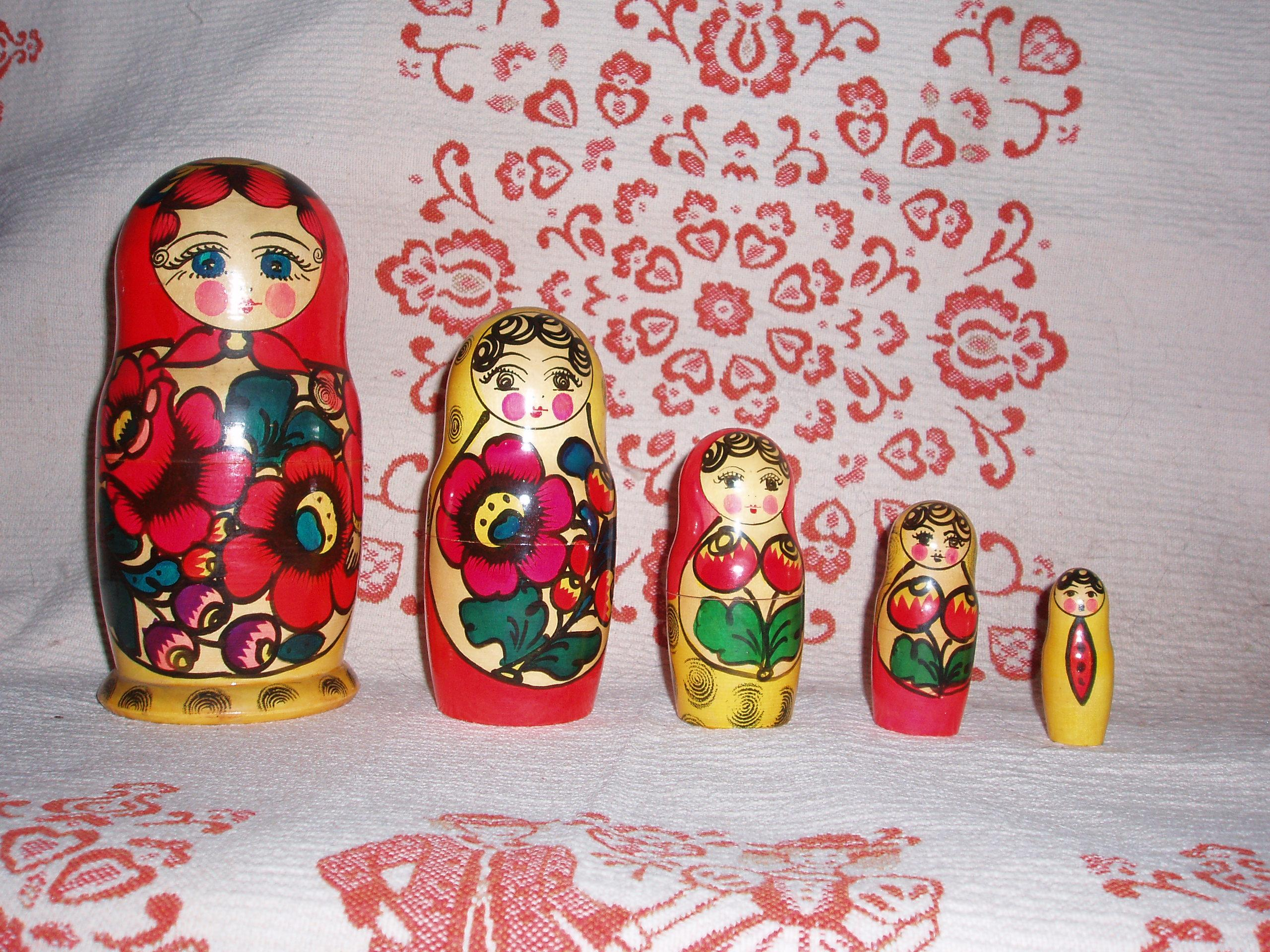
Matryoshka ou poupée russe, souvenir de Russie
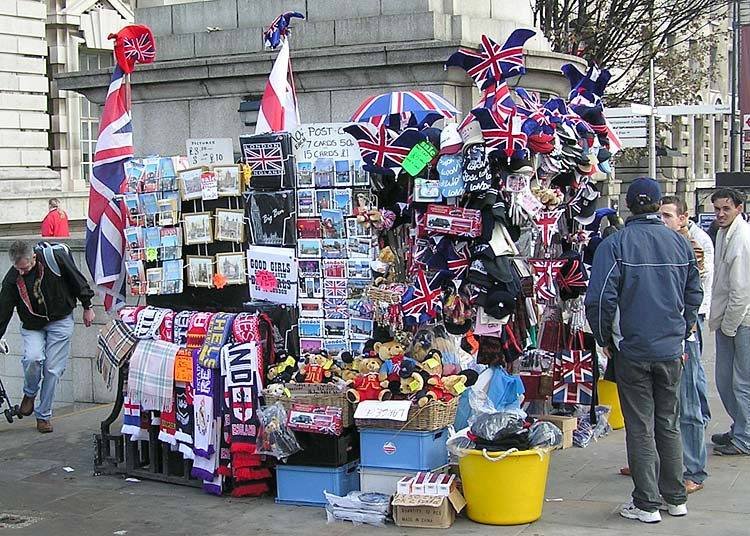
Étal d'un marchand de souvenirs à Londres
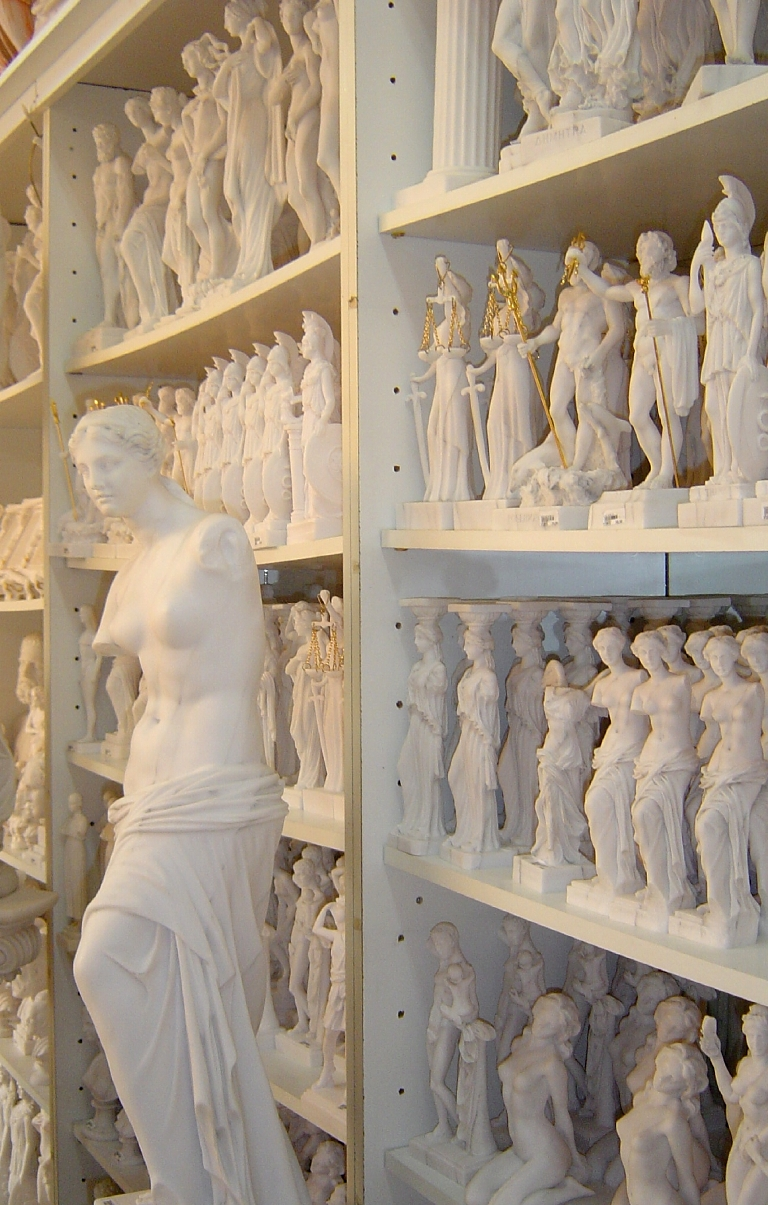
Boutique de souvenirs à Athènes